# Камистинський сільський округ (Камистинський район)
Камисти́нський сільський округ (каз. Қамысты округі, рос. Камыстинский сельский округ) — адміністративна одиниця у складі Камистинського району Костанайської області Казахстану. Адміністративний центр — село Камисти.
Населення — 5275 осіб (2021; 6872 у 2009, 8583 у 1999, 10522 у 1989).
Станом на 1989 рік існувала Богдановська сільська рада (села Богдановка, Фрунзе), Лівановська сільська рада (села Кубеновка, Лівановка) та Свердловська сільська рада (село Комишне, селище Мечетний). Село Кубеновка було ліквідовано 2004 року. Після 2009 року Лівановський сільський округ перетворено в сільську адміністрацію. 2017 року було ліквідоване село Богдановка, Богдановський сільський округ перетворено у Фрунзенську сільську адміністрацію. 2018 року Свердловський сільський округ перейменовано в Камистинський. 2019 року до складу сільського округу були включені території ліквідованих Лівановської сільської адміністрації та Фрунзенської сільської адміністрації.

## Склад
До складу адміністрації входять такі населені пункти:
| Населений пункт  | Старі назви | Населення, осіб (1989) | Населення, осіб (1999) | Населення, осіб (2009) | Населення, осіб (2021) |
| ---------------- | ----------- | ---------------------- | ---------------------- | ---------------------- | ---------------------- |
| Богдановка, село | -           | 232                    | 192                    | 71                     | -                      |
| Камисти, село    | Комишне     | 6320                   | 5487                   | 5344                   | 4685                   |
| Кубановка, село  | -           | 204                    | 114                    | -                      | -                      |
| Лівановка, село  | -           | 1587                   | 1228                   | 529                    | 263                    |
| Мечетне, село    | -           | 798                    | 615                    | 327                    | 62                     |
| Фрунзе, село     | -           | 1381                   | 947                    | 601                    | 265                    |